# 阿赫图巴农村居民点
阿赫图巴农村居民点（俄语：Ахтубинское сельское поселение）是俄罗斯联邦伏尔加格勒州中阿赫图巴区所属的一个农村居民点。其下辖有4个居民点，行政中心为阿赫图巴集体农场。据2016年统计，该农村居民点的人口为2094人。